# Michel Dewachter
Pour les articles homonymes, voir Dewachter.
Michel Dewachter est un chercheur au CNRS, égyptologue passionné d’opéra. 

## Publications
- Michel Dewachter, « Graffiti des voyageurs du XIXe siècle relevés dans le temple d'Amada en Basse-Nubie », Bulletin de l'IFAO, Le Caire, Institut français d'archéologie orientale, no 69,‎ 1971, p. 131-170
- Michel Dewachter, « Le voyage nubien du comte Carlo Vidua (fin Février-fin Avril 1980) », Bulletin de l'IFAO, Le Caire, Institut français d'archéologie orientale, no 69,‎ 1971, p. 171-190
- Michel Dewachter, « L'original de l'Inventaire de Boulaq », Bulletin de l'IFAO, Le Caire, Institut français d'archéologie orientale, no 85,‎ 1985, p. 105-131
- Michel Dewachter, Champollion : Un scribe pour l’Égypte, Paris, Gallimard, coll. « Découvertes Gallimard / Archéologie » (no 96), novembre 1990, 144 p. (ISBN 978-2-07-053103-5), (traduit en chinois traditionnel à Taïwan et en japonais, 2003)
- (en) Michel Dewachter, Monuments of Egypt, Princeton, Princeton Architectural Press, janvier 1996, 525 p. (ISBN 978-0-910413-21-3)
- Michel Dewachter, Pour les yeux d'Isis, Paris, RMN Réunion des Musées Nationaux, février 1998 (ISBN 978-2-7118-3628-4)
- Michel Dewachter, L’Égypte et l’opéra, de Jean-Baptiste Lully à Philip Glass, Lectoure, éditions Le Capucin, 2004

## Note
1. ↑  « L'Égypte à l’opéra » [archive du 19 octobre 2007], sur canalacademie.com